# Tärnasjön
Tärnasjön eller Deärnnájávrrie på umesamiska är en sjö i Sorsele kommun i Lappland och ingår i Umeälvens huvudavrinningsområde. Sjön är 38,9 meter djup, har en yta på 18,5 kvadratkilometer och befinner sig 602 meter över havet. Tärnasjön ligger i Vindelfjällen Natura 2000-område. Kungsleden passerar sjön där STF har STF Tärnasjö fjällstuga. På sjön går en båtled som får bokas i förväg för att kunna nyttjas. Tärnasjöns norra del är en djup fjällsjö, medan den södra tredjedelen är en sönderbruten skärgård. Sjöns skärgård korsas av Kungsleden på sju hängbroar. Sportfiske är tillåtet, men fiskekort krävs.

## Delavrinningsområde
Tärnasjön ingår i det delavrinningsområde (731923-148415) som SMHI kallar för Utloppet av Tärnasjön. Medelhöjden är 706 meter över havet och ytan är 78,92 kvadratkilometer. Räknas de 46 avrinningsområdena uppströms in blir den ackumulerade arean 611,75 kvadratkilometer. Tärnaån som avvattnar avrinningsområdet har biflödesordning 2, vilket innebär att vattnet flödar genom totalt 2 vattendrag innan det når havet efter 398 kilometer. Avrinningsområdet består mestadels av skog (35 procent), sankmarker (15 procent) och kalfjäll (27 procent). Avrinningsområdet har 18,81 kvadratkilometer vattenytor vilket ger det en sjöprocent på 23,8 procent.

## Galleri

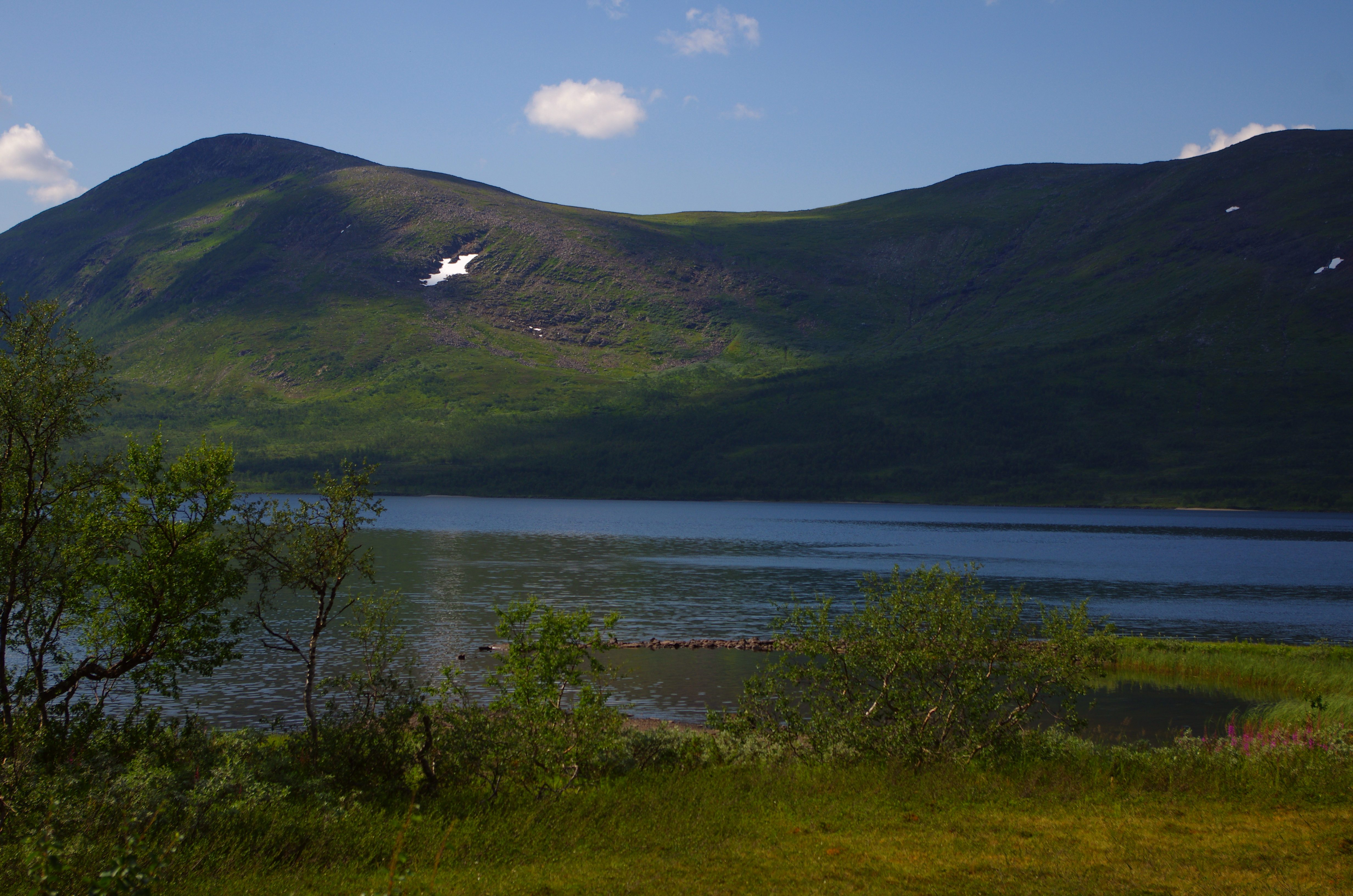
En båtplats vid sjöns östra strand ungefär mitt på sjön.
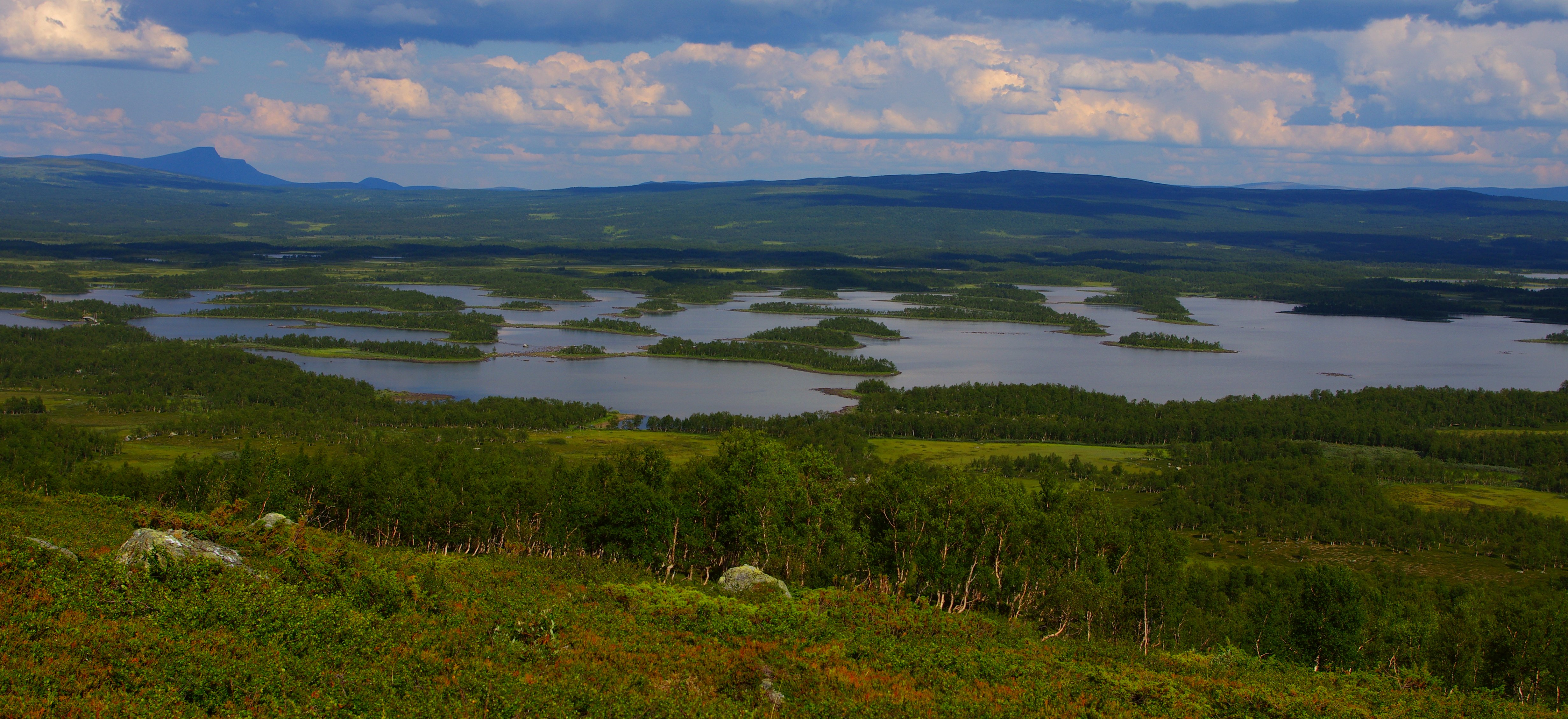
Tärnasjön södra del är en sönderbruten skärgård.
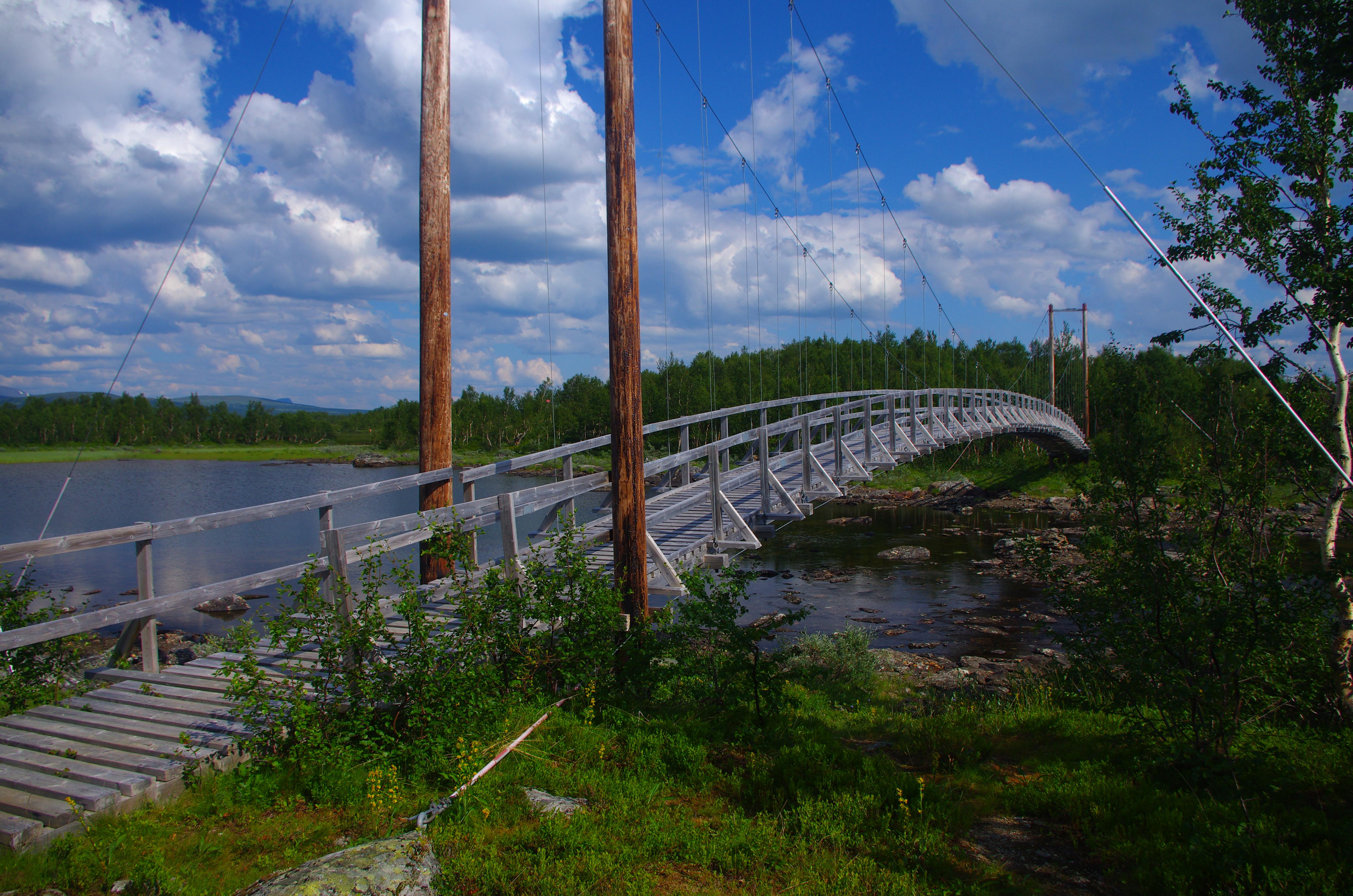
Skärgården korsas ungefär 2 kilometer från dess sydspets av en serie hängbroar som är en del av Kungsleden.